# Marrickville
Marrickville est une ville-banlieue de Sydney, située dans la zone d'administration locale d'Inner West, de l'État de Nouvelle-Galles du Sud en Australie.

## Géographie
Située à 7 km au sud-ouest du centre d'affaires de Sydney, elle se trouve sur la rive nord de la rivière Cooks, face à Earlwood, et est limitrophe de Stanmore, Enmore, Newtown, St Peters, Sydenham, Tempe, Dulwich Hill, Hurlstone Park et Petersham. La partie sud, au bord de la rivière, est connue comme Marrickville South et abrite la localité historique appelée The Warren.

## Histoire
Le site est habité à l'origine par le peuple aborigène des Cadigal.
Marrickville est fondé le 24 février 1855 par Thomas Chalder qui le nomme en référence à son village natal de Marrick, dans le Yorkshire du Nord en Angleterre. Elle fait partie de la zone d'administration locale du conseil de Marrickville de 1861 à 2016, date à laquelle elle est rattachée à Inner West.

## Démographie
La population s'élevait à 26 592 habitants en 2016.